# Zonotrichia
Zonotrichia is een geslacht van vogels uit de familie van de Amerikaanse gorzen. Het geslacht telt vijf soorten:
- Zonotrichia albicollis – Witkeelgors
- Zonotrichia atricapilla – Goudkruingors
- Zonotrichia capensis – Roodkraaggors
- Zonotrichia leucophrys – Witkruingors
- Zonotrichia querula – Zwartkruingors